# Ignacio Lores Varela
Ignacio Lores Varela (Montevideo, 26 aprile 1991) è un calciatore uruguaiano, centrocampista dell'Athletic Club Palermo.

## Biografia
È soprannominato “Nacho”. Possiede il passaporto spagnolo.

## Caratteristiche tecniche
Gioca nel ruolo di seconda punta, ma può essere impiegato come esterno sinistro con propensione offensiva, sapendosi adattare anche sul fianco opposto. Dotato di buona corsa, è mancino ma utilizza pure il piede destro.

## Carriera

### Club

#### Gli inizi, Defensor Sporting
Ha esordito con la maglia del Defensor Sporting nel campionato di Clausura 2010, giocando in tutto 5 partite.
Nella stagione 2010-2011, dopo aver vinto il campionato di Apertura, gioca 4 partite del Clausura chiuso al secondo posto. La sua squadra disputa quindi la finale per decretare il vincitore, persa da Lores e compagni per 1-0 contro il Nacional che è stato il campione del Clausura.

#### Palermo e vari prestiti
Il 9 luglio 2011 viene acquistato dalla squadra italiana del Palermo, con cui firma un contratto quinquennale. Il cartellino del giocatore, il cui acquisto è stato annunciato una settimana prima del Presidente Maurizio Zamparini, è costato 2,8 milioni di euro; il contratto è stato depositato presso la Lega Calcio il 14 luglio.
Esordisce sia nel campionato italiano che in maglia rosanero il 5 novembre 2011 subentrando all'infortunato Abel Hernández al 20' della partita vinta per 3-1 sul Bologna e valida per l'11ª giornata. Gioca per la prima volta da titolare nella 14ª giornata, in Parma-Palermo (0-0), uscendo al 66' per far posto a Edgar Álvarez. Devis Mangia lo utilizza per 5 partite di campionato ed una di Coppa Italia; poi, una volta avvenuto il cambio in panchina con l'avvicendamento fra Mangia e Bortolo Mutti non trova più spazio in squadra fino all'ultima giornata di campionato persa per 2-0 contro il Genoa e disputata il 13 maggio 2012, quando entra in campo al 66' al posto di Matías Aguirregaray, chiudendo così la stagione con 7 presenze complessive; gioca invece qualche partita con la formazione Primavera.
Il 30 agosto 2012 si trasferisce in prestito al Botev Vratsa, in Bulgaria. Dopo 8 presenze in campionato, il 31 gennaio 2013, ultimo giorno di calciomercato, il Palermo lo cede in prestito al CSKA Sofia nello stesso campionato.
Debutta con la nuova maglia il 2 marzo 2013 in occasione della partita persa per 0-2 contro il Liteks Loveč. Chiude la stagione con 20 presenze e un gol in campionato, segnato nella 19ª giornata, e 2 presenze nella coppa nazionale.
Torna a vestire la maglia del Palermo l'11 agosto 2013 in occasione della partita del secondo turno di Coppa Italia vinta per 2-1 sulla Cremonese, primo incontro stagionale, giocando titolare.
Il 31 gennaio 2014 passa in prestito al Bari.
Il 9 settembre 2014 viene ceduto in prestito al Vicenza, società a cui è stata concessa una proroga per il calciomercato in entrata dato il ripescaggio in extremis in Serie B. Segna il suo primo e unico gol con la maglia del Vicenza il 20 dicembre nella gara contro lo Spezia regalando alla sua squadra la vittoria con un contropiede negli ultimi minuti di gara.
Il 2 febbraio 2015, ultimo giorno di calciomercato, passa al Varese ancora una volta con la formula del prestito. Con i varesotti scende in campo in cinque occasioni nel girone di ritorno del campionato di Serie B.

#### Pisa
Il 31 agosto seguente si trasferisce in Lega Pro al Pisa firmando un contratto annuale con opzione sul secondo. Il 3 marzo 2016 firma un rinnovo triennale con il club toscano. Il 22 maggio 2016 segna una tripletta ai danni del Pordenone, nella gara di andata di semifinale dei play-off, al termine dei quali la squadra ottiene la promozione in serie B.
Nella seconda stagione in nerazzurro, in Serie B, colleziona 25 partite in campionato, segnando una rete. Al termine del campionato la squadra retrocede in Lega Pro.

#### Ascoli
Il 4 luglio 2017 viene acquistato a titolo definitivo dall'Ascoli, con cui si lega fino al 2020. Il 9 settembre sigla il primo gol, nella sconfitta interna per 1-2 contro il Novara.

#### Il momentaneo ritorno in Uruguay
Nell'estate 2018, dopo aver rescisso con l'Ascoli, torna in Uruguay. Prima disputa due annate al Penarol, giocando 31 partite e segnando 4 reti in campionato. Poi passa uno scorcio di stagione al Montevideo Wanderers (dove disputa 10 match, segnando una rete) e infine milita per i primi sei mesi del 2021 nel Nacional Montevideo, scendendo in campo 17 volte.

#### Siena e Cittadella
L'11 agosto 2021 torna in Italia, ingaggiato dal Siena, col quale firma un contratto biennale. Il 29 agosto, al debutto con i toscani, segna subito una doppietta nel successo per 3-0 sulla Vis Pesaro. Rimane in Toscana fino al 25 gennaio 2022, quando risolve il contratto con la società bianconera dopo 17 presenze e 4 reti in campionato.
Il 25 gennaio 2022 si trasferisce al Cittadella, in Serie B.

#### Avellino e Taranto
Il 13 luglio 2023, qualche giorno dopo il termine del contratto con il Cittadella, firma un biennale con l'Avellino, tornando in Serie C e ritrovando il direttore Giorgio Perinetti dopo le esperienze di Palermo e Siena. Il 29 agosto del 2024 viene ufficializzato dal Taranto (Taranto che in seguito verrà escluso dal campionato di Serie C). Il 28 ottobre dello stesso anno, a stagione in corso, si ritira dal calcio giocato.

#### Athletic Club Palermo
Nonostante l'annuncio del ritiro, il 25 luglio 2025 viene annunciato il suo ingaggio con l'Athletic Club Palermo, neopromosso in Serie D.

### Nazionale
Nel maggio 2011 vince la Suwon Cup con la Nazionale uruguaiana Under-20, giocando tutte le tre partite e segnando una rete - la prima in Nazionale - nella seconda partita contro la Nigeria finita 2-2.
Sempre con l'Under-20, il 15 luglio 2011 viene convocato per i Mondiali di categoria che la sua squadra chiude con l'eliminazione nella fase a gironi. Debutta in Portogallo-Uruguay (0-0) uscendo dal campo al 60' per far posto a Pablo Ceppelini, nella seconda partita entra al 66' di Uruguay-Nuova Zelanda (1-1) e infine entra al 76' di Uruguay-Camerun (0-1).

## Filmografia
- 2015 - Una meravigliosa stagione fallimentare

## Statistiche

### Presenze e reti nei club
Statistiche aggiornate al 27 ottobre 2024.
| Stagione                   | Squadra                    | Campionato                 | Campionato | Campionato | Coppe nazionali | Coppe nazionali | Coppe nazionali | Coppe continentali | Coppe continentali | Coppe continentali | Altre coppe | Altre coppe | Altre coppe | Totale | Totale |
| Stagione                   | Squadra                    | Comp                       | Pres       | Reti       | Comp            | Pres            | Reti            | Comp               | Pres               | Reti               | Comp        | Pres        | Reti        | Pres   | Reti   |
| -------------------------- | -------------------------- | -------------------------- | ---------- | ---------- | --------------- | --------------- | --------------- | ------------------ | ------------------ | ------------------ | ----------- | ----------- | ----------- | ------ | ------ |
| 2009-2010                  | Defensor Sporting          | PD                         | 5          | 0          |                 | -               | -               |                    | -                  | -                  |             | -           | -           | 5      | 0      |
| 2010-2011                  | Defensor Sporting          | PD                         | 4+1        | 0          |                 | -               | -               |                    | -                  | -                  |             | -           | -           | 5      | 0      |
| Totale Defensor Sporting   | Totale Defensor Sporting   | Totale Defensor Sporting   | 9+1        | 0          |                 | -               | -               |                    | -                  | -                  |             | -           | -           | 10     | 0      |
| 2011-2012                  | Palermo                    | A                          | 6          | 0          | CI              | 1               | 0               | UEL                | 0                  | 0                  |             | -           | -           | 7      | 0      |
| 2012-gen. 2013             | Botev Vratsa               | A-PFG                      | 8          | 0          | CB              | 0               | 0               |                    | -                  | -                  |             | -           | -           | 8      | 0      |
| gen.-giu. 2013             | CSKA Sofia                 | A-PFG                      | 13         | 1          | CB              | 2               | 0               |                    | -                  | -                  |             | -           | -           | 15     | 1      |
| 2013-gen. 2014             | Palermo                    | B                          | 6          | 0          | CI              | 2               | 0               |                    | -                  | -                  |             | -           | -           | 8      | 0      |
| Totale Palermo             | Totale Palermo             | Totale Palermo             | 12         | 0          |                 | 3               | 0               |                    | 0                  | 0                  |             | -           | -           | 15     | 0      |
| gen.-giu. 2014             | Bari                       | B                          | 8          | 0          | CI              | -               | -               |                    | -                  | -                  |             | -           | -           | 8      | 0      |
| 2014-gen. 2015             | Vicenza                    | B                          | 15         | 1          | CI              | -               | -               |                    | -                  | -                  |             | -           | -           | 15     | 1      |
| gen.-giu. 2015             | Varese                     | B                          | 5          | 0          | CI              | -               | -               |                    | -                  | -                  |             | -           | -           | 5      | 0      |
| 2015-2016                  | Pisa                       | LP                         | 28+5       | 7+4        | CI LP           | 0               | 0               |                    | -                  | -                  |             | -           | -           | 33     | 11     |
| 2016-2017                  | Pisa                       | B                          | 25         | 1          | CI              | 0               | 0               |                    | -                  | -                  |             | -           | -           | 25     | 1      |
| Totale Pisa                | Totale Pisa                | Totale Pisa                | 53+5       | 8+4        |                 | 0               | 0               |                    | -                  | -                  |             | -           | -           | 58     | 12     |
| 2017-2018                  | Ascoli                     | B                          | 35         | 3          | CI              | 1               | 0               |                    | -                  | -                  |             | -           | -           | 36     | 3      |
| 2018                       | Peñarol                    | PD                         | 10         | 1          |                 | -               | -               | CS                 | 1                  | 0                  |             | -           | -           | 11     | 1      |
| 2019                       | Peñarol                    | PD                         | 20+1       | 3          |                 | -               | -               | CL+CS              | 0+3                | 0                  |             | -           | -           | 24     | 3      |
| Totale Peñarol             | Totale Peñarol             | Totale Peñarol             | 30+1       | 4          |                 | 0               | 0               |                    | 4                  | 0                  |             | -           | -           | 35     | 4      |
| feb.-ott. 2020             | Montevideo Wanderers       | PD                         | 10         | 1          |                 | -               | -               |                    | -                  | -                  |             | -           | -           | 10     | 1      |
| 2020                       | Nacional                   | PD                         | 13+1       | 0          |                 | -               | -               | CL                 | 4                  | 0                  |             | -           | -           | 18     | 0      |
| giu.-ago. 2021             | Nacional                   | PD                         | 3          | 0          |                 | -               | -               | CL                 | 2                  | 0                  |             | -           | -           | 5      | 0      |
| Totale Nacional Montevideo | Totale Nacional Montevideo | Totale Nacional Montevideo | 16+1       | 0          |                 | 0               | 0               |                    | 6                  | 0                  |             | -           | -           | 23     | 0      |
| 2021-gen.2022              | Siena                      | C                          | 17         | 4          | CIC             | 1               | 0               |                    | -                  | -                  |             | -           | -           | 18     | 4      |
| gen.-giu. 2022             | Cittadella                 | B                          | 16         | 0          | CI              | 0               | 0               |                    | -                  | -                  |             | -           | -           | 16     | 0      |
| 2022-2023                  | Cittadella                 | B                          | 28         | 0          | CI              | 2               | 0               |                    | -                  | -                  |             | -           | -           | 30     | 0      |
| Totale Cittadella          | Totale Cittadella          | Totale Cittadella          | 44         | 0          |                 | 2               | 0               |                    | -                  | -                  |             | -           | -           | 46     | 0      |
| 2023-2024                  | Avellino                   | C                          | 18         | 0          | CI-C            | 2               | 0               |                    | -                  | -                  |             | -           | -           | 20     | 0      |
| Totale carriera            | Totale carriera            | Totale carriera            | 233+8      | 18+4       |                 | 10              | 0               |                    | 10                 | 0                  |             | 0           | 0           | 261    | 22     |

## Palmarès

### Club

#### Competizioni nazionali
- Campionato uruguaiano: 1

Defensor Sporting: Apertura 2011